# CIÉ Goods Depot
Das CIÉ Goods Depot (Denkmalnummer 5836) ist ein ehemaliger Bahnhof und wurde um 1900 erbaut. Er steht am North Wall Quay (Nr. 48–57) in den Dublin Docklands. Ursprünglich als Bahnhof genutzt, ist das Gebäude heute in gewerblicher Mischnutzung.
Es handelt sich um ein zweistöckiges freistehendes Backsteingebäude mit drei Trakten. Der Bahnhof wurde 1861 von der LNWR (London and Northwestern Railway Company) errichtet, um den Postverkehr zwischen London und Dublin zu verbessern. Der Passagiertransport spielte eine eher untergeordnete Rolle. Im Ersten Weltkrieg mussten irische Truppen, die an der Seite der britischen Armee kämpften, diesen Bahnhof passieren, um an Bord der Truppenschiffe zu gelangen. Nach dem Krieg wurde das Gebäude zunächst für den Güterverkehr verwendet und später als Verwaltungsgebäude der Eisenbahngesellschaft CIÉ. Das Gebäude bewahrt alle originalen inneren und äußeren Strukturen. Es ist Teil einer Gruppe historischer Gebäude, die nun die letzte verbleibende Gruppe von Gebäuden des 19. Jahrhunderts östlich des George’s Dock bilden.
Die London and Northwestern Railway Company (LNWR) hatte ihren eigenen Architekten sowie angestellte Bauzeichner, daher ist der Bahnhof vermutlich ein hausinterner Entwurf. Der Chefingenieur (zunächst bautechnischer Assistent) war zwischen 1852 und 1886 J. B. Stansby. Stansby gestaltete auch die Zentrale des LNWR in London.
Der gebogene Seitenflügel hatte ursprünglich drei Eingangstüren mit einem Vordach aus Glas und Eisen, die dazu dienten, Passagiere in die Tickethalle einzulassen. Das ursprünglich gläserne Vordach überlebte mehrere Jahre, wenn auch ohne das Glas. Es ist später entfernt worden.